# Matheus Pucinelli de Almeida
Matheus Pucinelli de Almeida (Campinas, 1 de abril de 2001), es un tenista brasileño.
Pucinelli de Almeida obtuvo el puesto 190 del ranking ATP de individuales el 26 de septiembre de 2022, siendo el más alto de su carrera. Mientras que en dobles alcanzó el número 251 del mundo logrado el 9 de msyo de 2022.
Como Junior, ganó el Abierto de Francia de 2019 en dobles.
Pucinelli de Almeida hizo su debut en el cuadro principal de la ATP en el Abierto de Chile 2022 después de recibir la entrada como invitado del cuadro de clasificación. En el año 2022 el tenista logró su primer título a nivel ATP Challenger, en el Challenger de Ciudad de México en la categoría dobles junto al chileno Nicolás Jarry.

## Trayectoria deportiva

### Copa Davis
Puccinelli fue nominado por primera vez para jugar con Brasil en la Copa Davis en septiembre de 2021 contra Líbano. Hizo su debut contra Roey Tabet y ganó en sets corridos, lo que permitió al equipo brasileño confirmar la serie 4-0 y avanzar a la Ronda de Clasificación de la Copa Davis 2022. Actualmente, Puccinelli luce un récord de 1-0 en partidos de Copa Davis. Hasta ahora solo ha jugado partidos individuales.

## Títulos ATP Challenger Tour (2; 1+1)
| Leyenda             | Individuales | Dobles |
| ------------------- | ------------ | ------ |
| ATP Challenger Tour | 1            | 1      |

### Individuales (1)
| N.° | Fecha             | Torneo                 | Superficie    | Oponente en la final     | Resultado           |
| --- | ----------------- | ---------------------- | ------------- | ------------------------ | ------------------- |
| 1.  | 7 de mayo de 2023 | Challenger de Coquimbo | Tierra batida | João Lucas Reis da Silva | 7–6(1), 6–7(4), 6–4 |

### Dobles (1)
| N.º | Fecha              | Torneo                         | Superficie    | Pareja        | Oponentes en la final         | Resultado |
| --- | ------------------ | ------------------------------ | ------------- | ------------- | ----------------------------- | --------- |
| 1.  | 9 de abril de 2021 | Challenger de Ciudad de México | Tierra batida | Nicolás Jarry | Artem Sitak Jonathan Eysseric | 6-2, 6-3  |

## Títulos ITF (6; 3+3)

### Individuales (3)
| N.º | Fecha              | Torneo   | Superficie    | Oponente en la final | Resultado      |
| --- | ------------------ | -------- | ------------- | -------------------- | -------------- |
| 1.  | 8 de marzo de 2021 | Antalya  | Tierra batida | Miljan Zekić         | 6–4, 6–4       |
| 2.  | 3 de mayo de 2021  | El Cairo | Tierra batida | Simon Anthony Ivanov | 7–5, 1–0, ret. |
| 3.  | 24 de mayo de 2021 | Kiseljak | Tierra batida | Francesco Forti      | 6–4, 2–6, 6–4  |

### Dobles (3)
| N.º | Fecha                  | Torneo         | Superficie    | Pareja                   | Oponentes en la final         | Resultado     |
| --- | ---------------------- | -------------- | ------------- | ------------------------ | ----------------------------- | ------------- |
| 1.  | 23 de julio de 2018    | Vilna          | Tierra batida | João Lucas Reis da Silva | Marc Dijkhuizen Bart Stevens  | 6–2, 6–2      |
| 2.  | 17 de junio de 2019    | Balatonalmádi  | Tierra batida | João Lucas Reis da Silva | Lenny Hampel Neil Oberleitner | 6–4, 7–6(7–1) |
| 3.  | 2 de noviembre de 2020 | Quinta do Lago | Dura          | João Lucas Reis da Silva | Jonathan Binding Yann Wójcik  | 7–6(7–3), 6–1 |

## Grand Slam Junior
| N.º | Fecha               | Torneo        | Superficie    | Pareja         | Oponentes en la final           | Resultado     |
| --- | ------------------- | ------------- | ------------- | -------------- | ------------------------------- | ------------- |
| 1.  | 23 de julio de 2018 | Roland Garros | Tierra batida | Thiago Tirante | Flavio Cobolli Dominic Stricker | 7–6(7–3), 6–4 |